# Virtuos
Virtuos Ltd es una empresa de desarrollo de videojuegos con sede en Singapur con estudios en Asia, Europa y América del Norte. Virtuos se especializa en el desarrollo de videojuegos y arte 3D para consolas, PC y dispositivos móviles, actuando como estudio de soporte y proveedor de servicios de subcontratación para otras empresas.

## Videojuegos
| Título                                       | Plataforma(s)                                                             | Distribuidora                          |
| -------------------------------------------- | ------------------------------------------------------------------------- | -------------------------------------- |
| XCOM 2 Collection                            | Nintendo Switch                                                           | Take-Two Interactive                   |
| Bioshock: The Collection                     | Nintendo Switch                                                           | Take-Two Interactive                   |
| The Outer Worlds                             | Nintendo Switch                                                           | Private Division                       |
| Spyro: Reignited Trilogy                     | PS4, PC, Xbox One, Nintendo Switch                                        | Activision                             |
| Assassin's Creed Liberation Remastered       | PS Vita, PS3, PC, Xbox 360, PS4, Xbox One, Nintendo Switch, Google Stadia | Ubisoft                                |
| Starlink: Battle for Atlas                   | PC, PS4, Xbox One, Nintendo Switch                                        | Ubisoft                                |
| Dark Souls Remastered                        | Nintendo Switch                                                           | Bandai Namco, From Software            |
| Battlefield 1                                | PS4, PC, Xbox One                                                         | Electronic Arts                        |
| Uncharted 4: A Thief's End                   | PS4                                                                       | Sony Interactive Entertainment         |
| Knack 2                                      | PS4                                                                       | Sony Interactive Entertainment         |
| Call of Duty: Black Ops 4                    | PS4, PC, Xbox One                                                         | Activision                             |
| Jurassic World Evolution                     | PS4, PC, Xbox One                                                         | Frontier Developments                  |
| Horizon Zero Dawn                            | PS4, PC                                                                   | Sony Interactive Entertainment         |
| Gravity Rush 2                               | PS4                                                                       | Sony Interactive Entertainment         |
| Watch Dogs 2                                 | PS4, PC, Xbox One, Google Stadia                                          | Ubisoft                                |
| Shadow of the Tomb Raider                    | PS4, PC, Xbox One                                                         | Square Enix                            |
| Battlefield V                                | PS4, PC, Xbox One                                                         | Electronic Arts                        |
| L.A. Noire                                   | PS4, Xbox One, Nintendo Switch                                            | Rockstar Games                         |
| Assassin's Creed: The Ezio Collection        | PS4, Xbox One, Nintendo Switch                                            | Ubisoft                                |
| Final Fantasy XII: The Zodiac Age            | PS4, PC, Xbox One, Nintendo Switch                                        | Square Enix                            |
| Batman: Return to Arkham                     | PS4, Xbox One                                                             | Warner Bros. Interactive Entertainment |
| Heavy Rain                                   | PS4                                                                       | Sony Interactive Entertainment         |
| Final Fantasy X/X-2 HD Remaster              | PS3, PS Vita, PS4, PC, Xbox One, Nintendo Switch                          | Square Enix                            |
| The Last of Us: Remastered                   | PS4                                                                       | Sony Interactive Entertainment         |
| Fable Anniversary                            | Xbox 360                                                                  | Xbox Game Studios                      |
| Uncharted: The Nathan Drake Collection       | PS4                                                                       | Sony Interactive Entertainment         |
| Injustice: Gods Among Us                     | Android                                                                   | Warner Bros. Interactive Entertainment |
| Rise of the Tomb Raider                      | PS4, PC, Xbox 360, Xbox One                                               | Square Enix                            |
| JackpotJoy                                   | Android                                                                   | Gamesys                                |
| XCOM: Enemy Unknown                          | iOS                                                                       | 2K Games                               |
| NBA 2K14                                     | iOS/Android/FireOs                                                        | 2K Sports                              |
| Bubble Safari                                | iOS, Android                                                              | Zynga                                  |
| NBA 2K13                                     | Android, Wii, PSP, PS2                                                    | 2K Sports                              |
| The Last of Us                               | PS3                                                                       | Sony Interactive Entertainment         |
| Might & Magic Heroes VI (Shades of Darkness) | PC                                                                        | Ubisoft                                |
| The Enchanted Library                        | Facebook                                                                  | GSN                                    |
| The Game of Life                             | PC, Mac                                                                   | EA PopCap                              |
| Civilization Revolution                      | WP7                                                                       | 2K Games                               |
| The Price is Right Decades                   | Xbox 360                                                                  | Ubisoft                                |
| Who Wants to be a Millionaire 2012 Edition   | Xbox 360                                                                  | Ubisoft                                |
| Hollywood Squares                            | PSN                                                                       | Ubisoft                                |
| Family Feud Decades                          | PSN                                                                       | Ubisoft                                |
| DreamWorks Super Star Kartz                  | Nintendo DS                                                               | Activision                             |
| Hasbro Family Game Night Value Pack          | Nintendo Wii                                                              | Electronic Arts                        |
| Monopoly Collection                          | Wii                                                                       | Electronic Arts                        |
| Generator Rex: Agent of Providence           | PS3, Xbox 360, Wii, 3DS, NDS                                              | Activision                             |
| Hole in the Wall                             | Xbox 360 Kinect                                                           | Xbox Game Studios                      |
| MLB 2K12                                     | PSP, PS2, NDS, Wii                                                        | 2K Sports                              |
| NBA 2K12                                     | PS2                                                                       | 2K Sports                              |
| MLB 2K11                                     | PSP, PS2, NDS                                                             | 2K Sports                              |
| Monster Jam: Path of Destruction             | PS3, Xbox 360, Wii, Nintendo DS, PSP                                      | Activision                             |
| Sid Meier's Pirates!                         | Wii                                                                       | 2K Games                               |
| Ghost Recon Predator                         | PSP                                                                       | Ubisoft                                |
| Dora the Explorer                            | Explorer                                                                  | Leapfrog                               |
| Ben 10 Ultimate Alien                        | Explorer                                                                  | Leapfrog                               |
| Press Your Luck                              | PS3, iPad                                                                 | Ubisoft                                |
| Family Feud                                  | PS3, iPad                                                                 | Ubisoft                                |
| The Price is Right                           | PS3, iPad                                                                 | Ubisoft                                |
| MotorStorm: Arctic Edge                      | PS2                                                                       | Sony Interactive Entertainment         |
| Pimp My Ride Street Racing                   | PS2, Nintendo DS                                                          | Activision                             |
| Madagascar Kartz                             | Nintendo DS                                                               | Activision                             |
| Hot Wheels Battle Force 5                    | Nintendo DS                                                               | Activision                             |
| Crash: Mind over Mutant                      | PSP                                                                       | Activision                             |
| Wolverine                                    | DIDJ                                                                      | Leapfrog                               |
| Indiana Jones                                | DIDJ                                                                      | Leapfrog                               |
| Hannah Montana                               | DIDJ                                                                      | Leapfrog                               |
| Speed Racer                                  | Nintendo DS                                                               | Warner Bros. Interactive Entertainment |
| Beowulf                                      | PSP                                                                       | Ubisoft                                |
| Street Riders                                | PSP                                                                       | Ubisoft                                |
| Asphalt: Urban GT 2                          | PSP, Nintendo DS                                                          | Gameloft                               |
| Dying Light                                  | Nintendo Switch                                                           | Techland                               |

## Historia
Virtuos abrió su primera sede en Shanghái, China el 12 de diciembre de 2004.
El 1 de julio del año 2005, Virtuos abrió una segunda oficina en París, Francia "Gamesource".
El 28 de junio de 2006, la empresa recibió un fondo de inversión por parte de Legend Capital.
En noviembre de 2006,  abrió su oficina norteamericana en Los Ángeles, Estados Unidos.
El 1 de enero de 2008, la empresa abrió una nueva oficina en Chengdu, China. Más tarde, el 1 de noviembre del mismo año, inauguró una sede en Vancouver, Canadá.
En marzo de 2009, Virtuos adquirió BSP Audio Production Studios. Ese mismo año, fue responsable del arte 3D de la película Terminator Salvation, estrenada en cines el 21 de mayo. Para cerrar 2009, el 1 de diciembre firmó una asociación con Kyos, marcando así su entrada al mercado japonés.
En marzo de 2010, Virtuos alcanzó los 500 empleados. Ese mismo mes, la empresa anunció el inicio de proyectos de desarrollo de videojuegos de próxima generación por contrato.
En mayo, porteó el videojuego The Price is Right a PSN y, el 9 de noviembre de 2010, lanzó Monster Jam: Path of Destruction para PS3, Xbox 360, Wii, DS y PSP.
En agosto de 2011, la empresa alcanzó los 800 empleados y firmó un acuerdo de desarrollo de juegos en línea por contrato con Tencent. Posteriormente, el 1 de septiembre, Virtuos adquirió el estudio de animación 3D Sparx.
En marzo de 2012, contrató en Ho Chi Minh al empleado número 900 para la mencionada subsidiaria Sparx. El 1 de mayo abrió una nueva oficina en Xi'an, China. En julio, lanzó su primer juego para Facebook, The Enchanted Library, desarrollado para GSN. En octubre, incorporó a su empleado número 1000. Un mes más tarde, en noviembre, lanzó su primer videojuego para Android: NBA 2013 para 2K Sports, disponible también en Wii, NDS y PSP.
El 1 de julio de 2013, Virtuos inauguró una oficina en San Francisco, Estados Unidos. En octubre, lanzó XCOM: Enemy Unknown, desarrollando el port de Xbox 360 a iOS para 2K Games. Esta versión fue premiada con el Golden Joystick 2013 al mejor juego móvil/tableta del año. Finalmente, en diciembre, desarrolló y lanzó Fangs Dash para China Mobile Game Entertainment en las tiendas de aplicaciones chinas.
En abril de 2014 desarrolló la adaptación de Final Fantasy X/X-2 HD para PS3 y PS Vita con un 85% de puntuación en Metacritic.El 1 de diciembre del mismo año se abrió una oficina adicional en Corea del Sur.
Dos años más tarde, en julio de 2016, la empresa lanzó Batman: Return to Arkham, como un port del juego de Xbox 360 y PS3 a Xbox One y PS4.
El 1 de febrero de 2017, Virtuos adquiere "Black Shamrock".
El 1 de marzo de 2018, la empresa recaudó 15 millones de dólares y estableció una nueva sede central y un centro de I+D en Singapur.
El 1 de septiembre de 2019, la empresa decidió abrir una nueva oficina adicional al en Montreal, Canadá.
El 1 de octubre de octubre de 2020, Virtuos adquirió "Counterpunch Studios".
En septiembre de 2021, la empresa obtuvo una inversión de $150 millones de Baring Private Equity Asia. El 12 de octubre de ese mismo año, Virtuos abrió un segundo estudio en Francia, en la ciudad de Lyon.
El 26 de enero de 2022, la desarrolladora adquirió Volmi Games en Kiev, Ucrania. Y, el 19 de mayo, también compró "Glass Egg". El 12 de agosto la empresa abrió otra oficina, esta vez en  Kuala Lumpur, Malasia; y, el 26 de octubre, otra más en Montpellier, Francia.
El 17 de marzo de 2023, la empresa tomó la decisión de expandir "Egg Glass" a Dalat, Vietnam. Y el 11 de mayo del mismo año decidió abrir una oficina en Varsovia, Polonia.
El 15 de marzo de 2024, Virtuos adquiere "Beyond-FX". Y, el 20 de agosto, compró "Third Kind Games"
El 23 de enero de 2025, la desarrolladora adquirió otras tres compañías adicionales: "Pipeworks", "Abstraction", "Umanaia". El 12 de marzo, abrió un estudio de desarrollo de videojuegos en Corea Del Sur.

## Controversia de la subcontratación
Como una destacada empresa de subcontratación de juegos, Virtuos se ha encontrado ocasionalmente en el centro del debate sobre el impacto de la subcontratación en los empleos de la industria de los juegos en el oeste.
Cuando el sitio web de la industria del juego Gamasutra le preguntó sobre el tema en 2006, Gilles Langourieux, director ejecutivo de Virtuos, señaló que la cantidad adicional de meses-hombre necesarios para producir títulos en plataformas de nueva generación y la mayor cantidad de plataformas para cubrir son las razones principales por el auge de la producción subcontratada, afirmando que "no cree que sea un perjuicio para la industria en Occidente".